# Orfeu în infern (operetă)
Orfeu în infern (titlul original: în franceză Orphée aux enfers) este o operă bufă (operetă) în două acte și patru tablouri a compozitorului Jacques Offenbach, reprezentată pentru prima oară la data de 21 octombrie 1858 pe scena teatrului Les Bouffes-Parisiens din Paris. Libretul este semnat de celebrul tandem Hector Crémieux / Ludovic Halévy. Ideea inițială i se datorează probabil lui Halévy, dar libretul ulterior, care a stat la baza reprezentației, e scris aproape în întregime de Crémieux.

## Geneza operei

### Prima versiune
Se pare că libretiștii Ludovic Halévy și Hector Crémieux concepuseră încă din 1856 un libret comic pe tema salvării Euridicei din infern, la îndemnul lui Offenbach care dorea în fine să prospere cu teatrul de varietăți Les Bouffes-Parisiens, pe care-l conducea din 1855. Ulterior Offenbach a fost acuzat de a fi plagiat o farsă de carnaval cu aceeași temă, scrisă de poetul Karl Cramer din Köln. De fapt existau mai multe parodii muzicale ale unor subiecte similare la vremea aceea; cunoscute sunt parodii ale operei baroce pe teme mitologice mai ales în spațiul cultural italian și vienez. Reprezentarea operei a fost amânată datorită condiției pe care Offenbach o acceptase la închirierea teatrului de a reprezenta doar piese într-un act. Schimbarea locului acțiunii fiind în cazul coborârii lui "Orfeu în infern" absolut necesară, realizarea proiectului s-a prelungit până în 1858, când Offenbach a obținut oficial permisiunea de a reprezenta și opere în două acte.
În perioada în care a fost scris libretul operei, Ludovic Halévy a fost numit secretar general ministerial în Algeria și s-a retras din proiect. Datorită funcției sale politice, el insistă ulterior să nu mai fie pomenit drept autor al unei parodii, dar Offenbach nu-i respectă dorința, onorând prin menționarea numelui lui Halévy atât schițarea acțiunii în linii mari cât și numeroasele intervenții ale acestuia în timpul procesului de finisare a textului. Offenbach a fost oarecum descurajat de retragerea lui Halévy, deoarece Crémieux lucra după părerea sa exasperant de încet. Unele costume au fost concepute de celebrul desenator Gustave Doré (1832-1883).
Premiera operei din seara de 21 octombrie 1858 a avut multe obstacole de depășit: Mlle Tautin, interpreta rolului Euridice, declară că îi este imposibil să se transpună într-o dispoziție bacanală fără a purta o piele de tigru veritabilă, mai mulți compatrioți germani l-au asediat pe Offenbach cu cereri de bilete gratuite, a apărut un portărel care dorea să sechestreze bunurile compozitorului, care nu mai avea lichiditate, a apărut o scrisoare prin care un libretist anonim, respins de Offenbach, amenința perturbarea reprezentației, interpretul de flaut piccolo s-a îmbolnăvit și a lipsit în seara premierei, în fața teatrului a fost avariată o conductă de gaze și redactorul șef de la Figaro, Villemessant, î-a cerut lui Offenbach să-l secundeze într-un duel chiar în seara premierei. Cu toate acestea, premiera a avut loc fără incidente.
Opera nefiind imediat remarcată, Offenbach se strădui deci împreună cu Crémieux să rescrie unele pasaje, punând accentul cu ajutorul cupletelor pe efectele comice. Aceste schimbări asigurară în fine succesul de public al piesei.

### Feeria din 1874
După preluarea funcției de director la Le Théâtre de la Gaîté Offenbach speră să repete succesul pe care-l repurtase în 1858, transformând Orfeu în infern într-o feerie. Schimbările atraseră după sine decoruri și costume mai fastuoase, precum și unele numere de balet. Acțiunea era în noua prelucrare des întreruptă, de pildă de dansul elevilor la conservator, de baletul orelor în Olimp sau de cel al muștelor în Infern. Muzica de balet compusă cu această ocazie nu a mai atins nivelul compozițiilor inițiale. 
Libretiștii versiunii originare adăugară piesei încă un act, extinzând numărul tablourilor de la patru la doisprezece și prevăzând un număr mult mai mare de personaje. Piesa a fost până la urmă reprezentată cu ajutorul a 120 membri de cor și a unui corp de balet care număra 68 de dansatoare. Mașinistului șef al teatrului i se datorară efecte de scenă și tablouri nemaiîntâlnite până atunci în lumea teatrului. Olimpul era înfățișat înainte de deșteptarea zeilor într-un tablou în care un orologiu se ivește din nori. Pe cadranul acestuia erau proiectate orele, care dădeau fiecare prilejul unor dansatoare personificând visurile să-și execute în costume pestrițe și fanteziste dansurile. După aceea norii făceau loc stafajelor care reprezentau arhitectura clasică a Olimpului, cu arcade strălucitoare și trepte uriașe. Scena teatrului deveni neîncăpătoare pentru înscenare, astfel încât statistele trebuiră să-și aștepte intrarea pe scenă într-o magazie. Fastul înscenării nu-i mai permise lui Offenbach să se consacre elaborării muzicale, astfel încât orchestrația rămase cu mult sub nivelul premierei din 1858.
Această nouă versiune avu premiera la 7 februarie 1874 și se bucură de un mare succes de public.

## Acțiunea versiunii din 1858

### Primul act

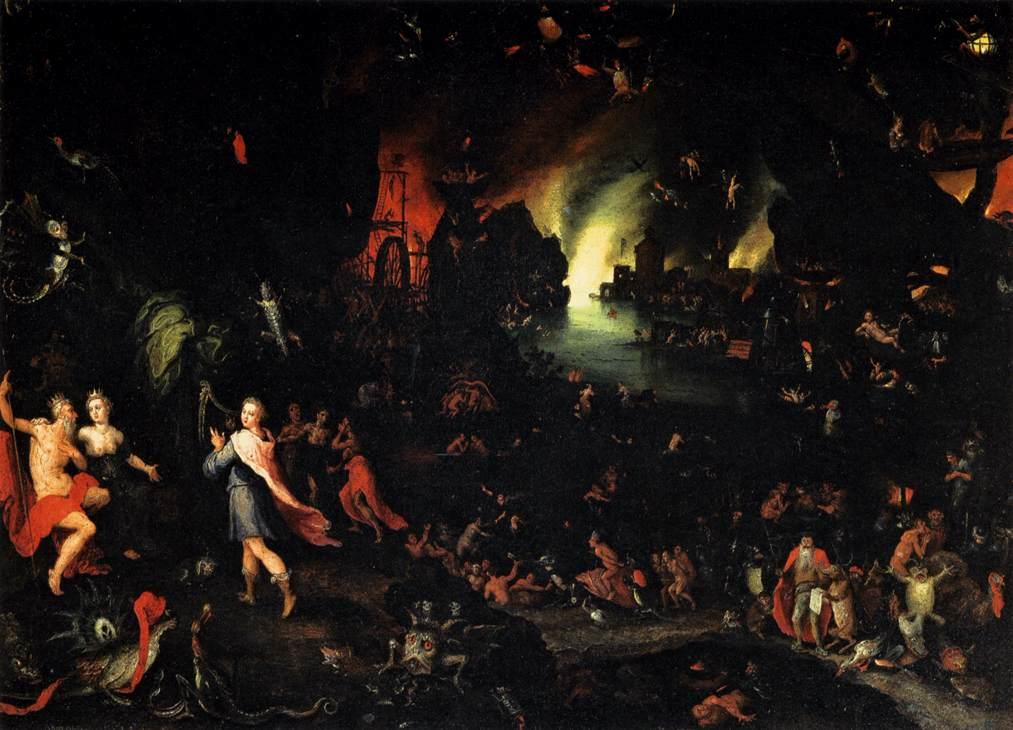
Jan Brueghel, Orfeu în infern

În primul tablou al operei, Moartea Euridicei, este prezentat Orfeu, care e directorul conservatorului din Teba, al "Orphéon"-ului, deci un individ perfect integrat în societatea burgheză. Pierzându-și demult interesul pentru consoarta Euridice, el o vede în nimfa Maquilla pe femeia visurilor sale. Și Euridice e dornică să-și găsească fericirea în afara căsniciei, alături de fabricantul de miere Aristée (parodie a păstorului Aristaeus din Georgica lui Vergiliu), ea îl disprețuiește pe Orfeu ca bărbat și ca artist, îi cere acestuia chiar divorțul. Supus convențiilor sociale, muzicianul refuză despărțirea și încearcă să-și elimine rivalul ascunzând un șarpe veninos pe pășunea pe care acesta o întâlnește de obicei pe Euridice. Aristée se dovedește însă a fi Pluto, stăpânul infernului, și face în așa fel încăt Euridice să cadă victimă mușcăturii de șarpe destinate lui. Odată moartă, aceasta este de-a dreptul încântată să-l urmeze pe Pluto în infern. Filistinul Orfeu se bucură la rândul lui să se vadă liber, dar e mustrat de Opinia Publică, care apare ca un personaj aparte, și se vede obligat să-și salveze soția.
În cel de-al doilea tablou, Olimpul, Orfeu se înfățișează în lumea zeilor, unde domnesc intrigile și dezmățul, pentru a-i solicita lui Jupiter ajutorul. Stăpânul Olimpului și-a pierdut însă demult autoritatea morală asupra tagmei haotice de zei. În cuplete, aceștia îi reproșează rând pe rând aventurile amoroase cu diverse muritoare. Nici Pluto nu găsește de cuviință să-i acorde respect, el instigă chiar o revoltă împotriva lui, enumerând avantajele infernului față de Olimp. ceea ce-l determină pe domnul Orphée să-și ridice apoi glasul într-o lamentație ipocritâ, interpretând la vioară primele acorduri din celebra arie a lui Orfeu la Gluck: "On m'a ravi mon Eurydice!" Zeii îl acompaniază imediat, cunoscând toți melodia - patosul operei Orfeo ed Eurydice  înlocuiește aici, sub formă de citat, disperarea reală. Nici Jupiter nu se lasă înșelat de acest fals patetism, dar poruncește totuși eliberarea Euridicei, fiind supus convențiilor sociale și în plus sperând să o seducă el însuși pe nimfă.

### Actul al doilea
Deși acțiunea se derulează de-acum încolo în infern, spațiul scenic nu se schimbă în mod semnificativ față de cel din primul tablou, acestuia îi sunt adăugate cel mult decoruri puțin mai excentrice, mai tipice unei vieți pline de huzur.
Tabloul al treilea, numit Un rege din Beoția, o înfățișează pe Euridice plictisindu-se în iatacul lui Pluto și cochetând cu servitorul John Styx, un Charon în livrea care pretinde a fi fiul unui prinț din Beoția. Aici o descoperă Jupiter, care ia înfățișarea unei musculițe pentru a se apropia de ea. Euridice se lasă ușor convinsă să se amestece, în cadrul petrecerii infernale care va urma, în rândul bacantelor, pentru a putea fugi cu el.
Tabloul al patrulea, Infernul, e dedicat unei petreceri cu punctul culminant într-un cancan infernal, în care sunt antrenați toți zeii. Jupiter nu reușește însâ să se îndepărteze pe nesimțite cu Euridice în timpul dansului, ci este descoperit de Pluto. Stăpânul Olimpului declară atunci sus și tare că dorește doar să i-o redea pe Euridice lui Orfeu, folosindu-se parodistic de alexandrinii tipici tonului tragic. Eroul principal nu îndrăznește să se împotrivească condițiilor impuse pentru salvarea Euridicei, dar este scos până la urmă din încurcătură de Jupiter, care îl sperie cu un fulger și îl obligă să se întoarcă spre soția detestată. Sfârșitul "tragic" al Euridicei este de fapt în asentimentul tuturor. Contrastul cu opera lui Gluck, care era prin versiunea în limba franceză din 1774 renumită la Paris, nici nu putea fi mai mare - la Gluck, un Orfeu virtuos își poate salva soția într-un deznodământ fericit, după multe suferințe, aici însăși pierderea Euridicei provoacă un râs homeric.
Vezi și
Orphée aux Enfers, texte din libretul original aflate pe Wikisource

## Recepția operei

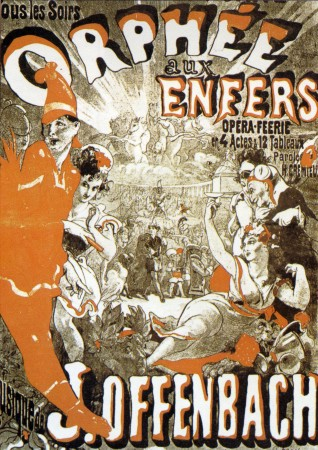
"Bacanala infernală" din ultimul tablou al operei. Caricatură a vremii (1858), Bibliothèque de l'Opéra Paris

Opereta lui Offenbach s-a bucurat la scurt timp după premieră de celebritate. Se spune că, dacă cineva afirma pe atunci la Paris că are de gând să-l vadă pe "Orfeu", trebuia să se aștepte la întrebarea: "Pe cel la care se plânge sau pe cel la care se râde?" Orfeul caraghios era așadar pus pe aceeași treaptă cu eroul tragic al operei lui Christoph Willibald Gluck. Rezonanța n-a fost însă numai pozitivă, societatea burgheză arătându-se parțial indignată de critica adusă instituțiilor ei. Unii artiști au fost pe deasupra intrigați de modul ireverențios în care Offenbach se folosește de motivele mitologiei clasice, care erau în accepția elitei culturale rezervate temelor fundamentale. Însuși corifeul criticilor de teatru de atunci, Jules Janin (1804-1874), lansează începând cu numărul din 15 noiembrie al periodicului său Journal des débats o campanie împotriva operei. Acțiunea ei e după Janin în totalitate o profanare a miturilor, autorii sunt văzuți de critic în postura bacantelor care l-au ucis pe Orfeu pentru a doua oară. Această campanie a declanșat un scandal care le-a dat ocazia lui Offenbach și lui Crémieux să-și popularizeze ideile în paginile ziarului Le Figaro și a contribuit în mod hotărâtor la celebritatea operei.
Pentru Richard Wagner, care se dedicase creării de noi mituri pe bazele celor vechi, atitudinea iconoclastă a lui Offenbach a fost probabil insuportabilă. Având o socoteală mai veche cu Offenbach, care ridiculizase muzica sa în parodia Muzicianul viitorului din 1860, Wagner a compus în 1870 o farsă muzicală prin care își revarsă veninul împotriva compozitorului, persiflându-l tocmai în rolul unui Orfeu coborât în infernul parizian. Cea mai virulentă apreciere a detestatului Offenbach o face Wagner tocmai în legătură cu muzica operei, care emană în accepția sa căldura unei grămezi de gunoi în care se lăfăie toți porcii din Europa, deoarece Offenbach este, cum afirmă el în farsa din anul 1870, "individul cel mai internațional din lume" ("der internationalste Individuum der Welt").
Contemporanii au fost amuzați și în același timp șocați de cupletele în care olimpienii îi aduc unui Jupiter afemeiat reproșuri, deoarece ele implică o critică la adresa împăratului Napoleon al III-lea, ale cărui escapade deveniseră la vremea aceea notorii. Faptul că instituția matrimonială este atacată cu vehemență chiar de personajul Euridicei a provocat și critici care se îndreptau în general împotriva tendințelor de emancipare a femeii, asemănătoare cu atacurile presei la adresa lui George Sand sau a lui Gustave Flaubert.
Bineînțeles că opera a stârnit cu irevertențele ei și râsete răsunătoare. Popularitatea ei imensă s-a datorat muzicii accesibile, care exprimă în mod adecvat ideile năstrușnice ale lui Crémieux. De pildă transformarea deja în sine caraghioasă a lui Jupiter într-o insectă a fost ilustrată de o partitură care cerea rolului să-și interpreteze duetul cu Euridice bâzâind, denotând dealtfel altă lipsă de respect față de familia Bonaparte, care purta pe blazon o albină. Celebrul cancan caracterizează însăși lumea de apoi drept spațiu mundan, asociat vieții de noapte pariziene. Succesul operei, mai degrabă favorizat de criticile negative, este neîndoielnic având în vedere cele 228 de reprezentații care au urmat, seară de seară, într-un șir neîntrerupt premierei.